# Rhachotropis distincta
Rhachotropis distincta är en kräftdjursart som först beskrevs av Edward Morell Holmes 1908.  Rhachotropis distincta ingår i släktet Rhachotropis och familjen Eusiridae. Inga underarter finns listade i Catalogue of Life.